# Sangin (distrikt)
Sangin är ett distrikt i Afghanistan. Det ligger i provinsen Helmand, i den centrala delen av landet, 500 kilometer sydväst om huvudstaden Kabul. Administrativ huvudort är Sangin.
Distriktet beräknades år 2022 ha cirka 80 000 invånare.